# 达伦·利德尔
达伦·利德尔（英語：Darren Liddel，1971年5月6日—），新西兰男子举重运动员。他曾代表新西兰参加1994年和1998年英联邦运动会举重比赛，其中1998年英联邦运动会获得三枚金牌。